# Christliche Pfadfinderschaft Deutschlands (1976)
Die Christliche Pfadfinderschaft Deutschlands e. V. (CPD) ist ein 1976 gegründeter evangelischer Pfadfinderbund, der sich nach der 1973 erfolgten Fusion der Bünde Christliche Pfadfinderschaft Deutschlands, Evangelischer Mädchen-Pfadfinderbund und Bund Christlicher Pfadfinderinnen zum Verband Christlicher Pfadfinderinnen und Pfadfinder (VCP) aus Unzufriedenheit über die Entwicklung im VCP gebildet hat. Diese (konservative) Bewegung bildete dann einen neuen Bund, der sich weitgehend auf die Traditionen der historischen CPD beruft – andere Strömungen und ein Teil der Modernisierungsgegner beschlossen, innerhalb des VCP zu verbleiben.
Die CPD zählt heute etwa 4.200 Mitglieder und ist ehrenamtlich organisiert. Die Grundlage der Arbeit der CPD bildet der christliche Glaube, ihre Arbeitsformen entstammen dem Pfadfindertum und stehen in der Tradition der deutschen Jugendbewegung. Die CPD ist Teil der evangelischen Jugend und ihre einzelnen Gliederungen wirken aktiv in den örtlichen Kirchengemeinden mit. Seit 2003 ist die CPD Mitglied in der Arbeitsgemeinschaft der Evangelischen Jugend in Deutschland e. V. (aej).
Im Mittelpunkt der Aktivitäten stehen eine erlebnisorientierte Glaubensvermittlung, das Leben in verbindlicher Gemeinschaft, das Abenteuer auf Fahrt und Lager sowie der Bundeshof in Birkenfelde.

## Geschichte
Nach der Falkenhagener Erklärung 1974, mit der ein Festhalten innerhalb des 1973 gegründeten Verband Christlicher Pfadfinderinnen und Pfadfinder an den Grundsätzen der alten Christliche Pfadfinderschaft Deutschlands (CPD) gefordert wurde, gründete sich die CPD e. V. am 1. Mai aus dem VCP heraus neu.
Von Anfang an gab es in der neuen CPD e. V. Meinungsverschiedenheiten, vor allem zu Stil- und Koedukationsfragen. Auf den folgenden Bundesthings konnten die Meinungsverschiedenheiten nicht beigelegt werden und so kam es 1981 zur Abspaltung der CP Bremen (CPB), einem regionaler Pfadfinderbund in Bremen, und am 19. Juni 1982 zur Gründung der CPD (ohne e. V.) in Weiler, Baden-Württemberg, durch die Mehrheiten der Landesmarken Süd und West der CPD e. V. 1984 erfolgte die Umbenennung der CPD in Christliche Pfadfinderschaft 1921 (CP 21), da in der CP 21 unter anderem die Neudietendorfer Grundsätze von 1921, die Arbeitsgrundlage der historischen CP, die Grundlage der Arbeit sein sollten. Die CPD verlor dadurch in dieser Zeit den größeren Teil ihrer Mitglieder.
Die alte Stadtmühle in St. Goarshausen konnte als Bundesheim der CP 21 gepachtet werden und wurde in den folgenden Jahren entsprechend ausgebaut. Sie blieb auch nach der Wiedervereinigung der CP-Bünde bis zur Kündigung des Pachtvertrages das Bundesheim der CPD.

Der Kontakt zwischen den Bünden CP 21 und CPD e. V. riss nie vollständig ab, z. B. durch die ab 1985 in Stuttgart stattfindenden „Birkacher Gespräche“ und die überbündische agierenden Kreuzpfadfindertreffen. Bereits Ende der 1980er Jahre wurde die Möglichkeit einer Wiedervereinigung der Bünde ausgelotet. Im Jahr 1992 fand ein gemeinsames Bundeslager der CP 21, der CPD e. V., der CPB sowie der Christlichen Pfadfinderschaft Kreuzträger (CPK) unter dem Motto „Vertrauen wagen“ statt, dem 1996 die Vereinigung von CPD e. V. und CP 21 zur CPD folgte, der kurz zuvor bereits die CPB beigetreten war.

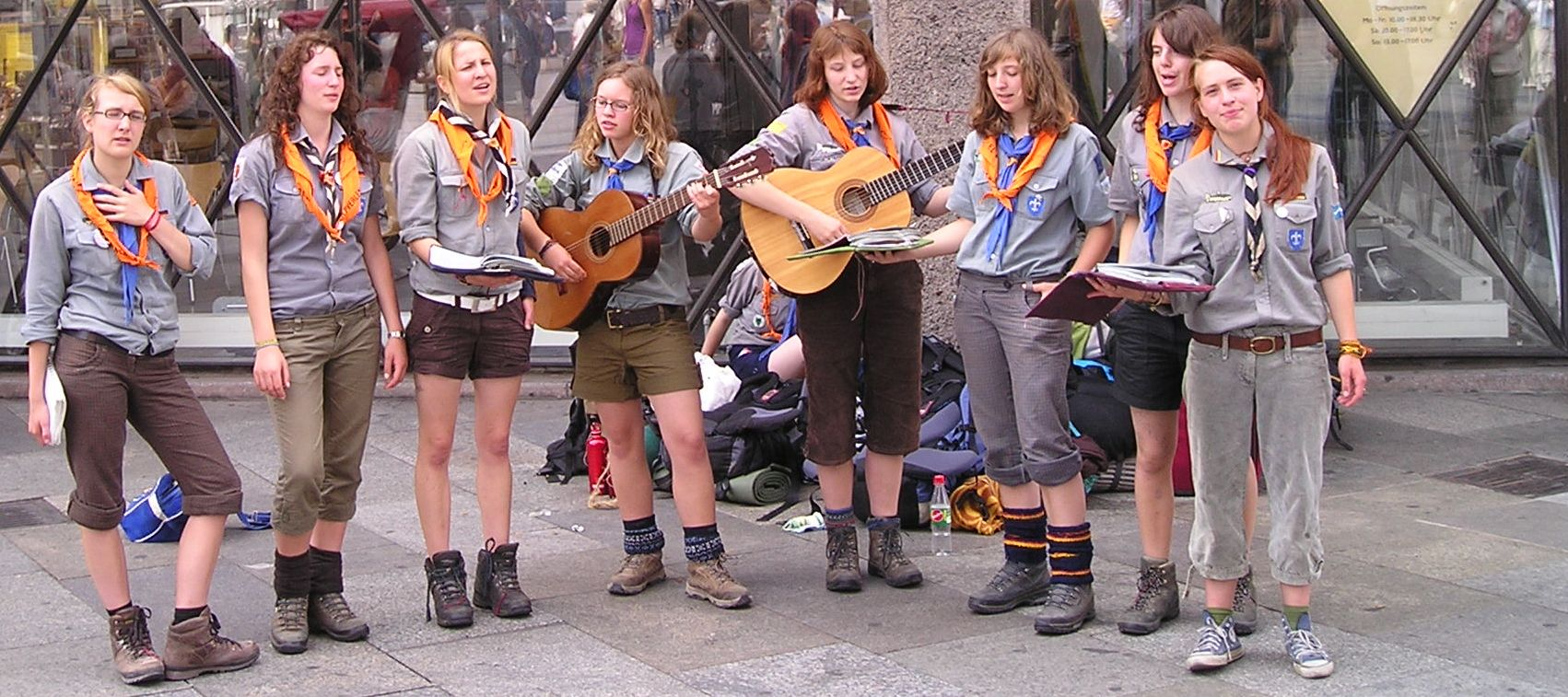
Am Schlusstag des Deutschen Evangelischen Kirchentages 2007 singen und musizieren Christliche Pfadfinderinnen in der Nähe des Kölner Doms.

CPD bzw. CPD e. V. und CP 21 waren zwischen 1977 und 1995 gemeinsam mit dem Deutschen Pfadfinderverband (DPV) und der Katholischen Pfadfinderschaft Europas (KPE) im Deutschen Pfadfinderring (DPR) organisiert.
In Birkenfelde, Thüringen, wurde im Jahr 1997 ein alter Vierseithof gekauft und in den folgenden Jahren nach und nach als Bundesheim um- und ausgebaut.

## Tracht
Die Kluft oder Tracht der CPD besteht aus einem grauen Hemd mit aufgesetzten Taschen und einem blauen Halstuch, das unter dem Kragen getragen und meist von stammesspezifischen Halstuchringen gehalten wird. Auf der linken Brusttasche ist die Kreuzlilie in blauem Schild aufgenäht. Freiwillig, mancherorts erst nach der ersten mehrtägigen Auslandsfahrt, kann über der linken Brusttasche ein Deutschland- bzw. Europaband getragen werden. Auf den Ärmeln können Stammes- oder Lagerabzeichen aufgenäht werden. Häufig werden Leder- oder Kniebundhosen zur Tracht getragen.
Wölflinge tragen grüne Halstücher zum grauen Hemd, manche Meuten tragen auch grüne Hemden.